# ليزا سي
ليزا سي (بالإنجليزية: Lisa See)‏ (18 فبراير 1955، باريس في فرنسا)؛ كاتِبة، صحفية وروائية أمريكية.

## روابط خارجية
- ليزا سي على موقع IMDb (الإنجليزية)
- ليزا سي على موقع قاعدة بيانات الفيلم (الإنجليزية)